# Distretto di Toguz-Toro
Il distretto di Toguz-Toro (in kirghiso Тогуз-Торо району?, Toguz-Toro rayonu) è un distretto (raion) del Kirghizistan con  capoluogo Kazarman.